# Liste der Sozialminister von Baden-Württemberg
Liste der Sozialminister von Baden-Württemberg.

## Sozialminister Baden-Württemberg (seit 1952)
| Name                 | Amtsantritt                                                                    | Kabinett                                        | Partei |
| -------------------- | ------------------------------------------------------------------------------ | ----------------------------------------------- | ------ |
| Ermin Hohlwegler     | 25. April 1952 7. Oktober 1953 19. November 1953 9. Mai 1956 17. Dezember 1958 | Maier Müller I Müller II Müller III Kiesinger I | SPD    |
| Josef Schüttler      | 23. Juni 1960 11. Juni 1964 16. Dezember 1966                                  | Kiesinger II Kiesinger III Filbinger I          | CDU    |
| Walter Hirrlinger    | 12. Juni 1968                                                                  | Filbinger II                                    | SPD    |
| Annemarie Griesinger | 8. Juni 1972 2. Juni 1976 30. August 1978                                      | Filbinger III Filbinger IV Späth I              | CDU    |
| Dietmar Schlee       | 4. Juni 1980                                                                   | Späth II                                        | CDU    |
| Barbara Schäfer      | 6. Juni 1984 8. Juni 1988 13. Januar 1991                                      | Späth III Späth IV Teufel I                     | CDU    |
| Helga Solinger       | 11. Juni 1992                                                                  | Teufel II                                       | SPD    |
| Erwin Vetter         | 11. Juni 1996                                                                  | Teufel III                                      | CDU    |
| Friedhelm Repnik     | 11. November 1998 12. Juni 2001                                                | Teufel III Teufel IV                            | CDU    |
| Tanja Gönner         | 14. Juli 2004                                                                  | Teufel IV                                       | CDU    |
| Andreas Renner       | 29. April 2005                                                                 | Oettinger I                                     | CDU    |
| Monika Stolz         | 1. Februar 2006 14. Juni 2006 24. Februar 2010                                 | Oettinger I Oettinger II Mappus                 | CDU    |
| Katrin Altpeter      | 12. Mai 2011                                                                   | Kretschmann I                                   | SPD    |
| Manne Lucha          | 12. Mai 2016 12. Mai 2021                                                      | Kretschmann II Kretschmann III                  | Grüne  |